# Tadeusz Tyszkiewicz
Tadeusz Tyszkiewicz hrabia (ur. 1774, zm. 12 kwietnia 1852 w Paryżu) – generał brygady armii Księstwa Warszawskiego.

## Życiorys
Od 1790 oficer gwardii mirowskiej, uczestnik wojny z Rosją w 1792 roku. Walczył w stopniu rotmistrza. Po zwycięstwie targowiczan podał się do dymisji i działał w sprzysiężeniu insurekcyjnym w Wilnie. Brał udział w insurekcji kościuszkowskiej, w trakcie której był adiutantem Jakuba Jasińskiego. Walczył w obronie Wilna, w obronie Warszawy przed Prusakami i Pragi przed Suworowem.
Po powstaniu wyjechał do Paryża. W 1804 ukończył tam studia z zakresu artylerii i inżynierii. W 1806 został dowódca Gwardii Honorowej, wystawionej przez księcia J. Poniatowskiego dla asysty Napoleonowi I.
W stopniu kapitana był oficerem ordynansowym cesarza i odbył kampanię mazurską 1807.
Jako pułkownik 2 pułku w 1809 walczył przeciw Austriakom. W 1812 roku przystąpił do Konfederacji Generalnej Królestwa Polskiego. Generał z 1812 roku i dowódca 19 Brygady Jazdy w kampanii moskiewskiej (zob. 4 Dywizja Jazdy Michała Ignacego Kamieńskiego). Pod Medyną dostał się do niewoli rosyjskiej. Po uwolnieniu w 1814 wziął dymisję. Żonaty w 1815 roku z Józefą Sołłohubówną, córką Jerzego, a wnuczką Antoniego Józefa.
Od 1820 roku był senatorem-kasztelanem w Królestwie Polskim. W 1828 wyznaczony na członka sądu nad Towarzystwem Patriotycznym – głosował za uniewinnieniem.
W powstaniu listopadowym od 1830 do 1831 roku był cywilnym naczelnikiem powstania, a następnie prezesem Rządu Centralnego na Litwie. Po kapitulacji udał się do Prus, potem do Saksonii. Był członkiem sejmu powstańczego na emigracji. Ostatecznie osiadł w Paryżu, gdzie zmarł.
Był założycielem i członkiem loży wolnomularskiej Bracia Polacy Zjednoczeni w 1820 roku.
Został odznaczony Krzyżem Kawalerskim Orderu Virtuti Militari.
Zgodnie z jego wolą wyrażoną w testamencie (przekazał swoim córkom, aby jego ciało przewiozły do ojczyzny, „nie wcześniej wszelako, niźli Polska swój byt niepodległy odzyska”), jego szczątki ekshumowano na początku 1939 i sprowadzono do Polski pochowano w Warszawie na cmentarzu Powązkowskim (kwatera 25-4-31/32).

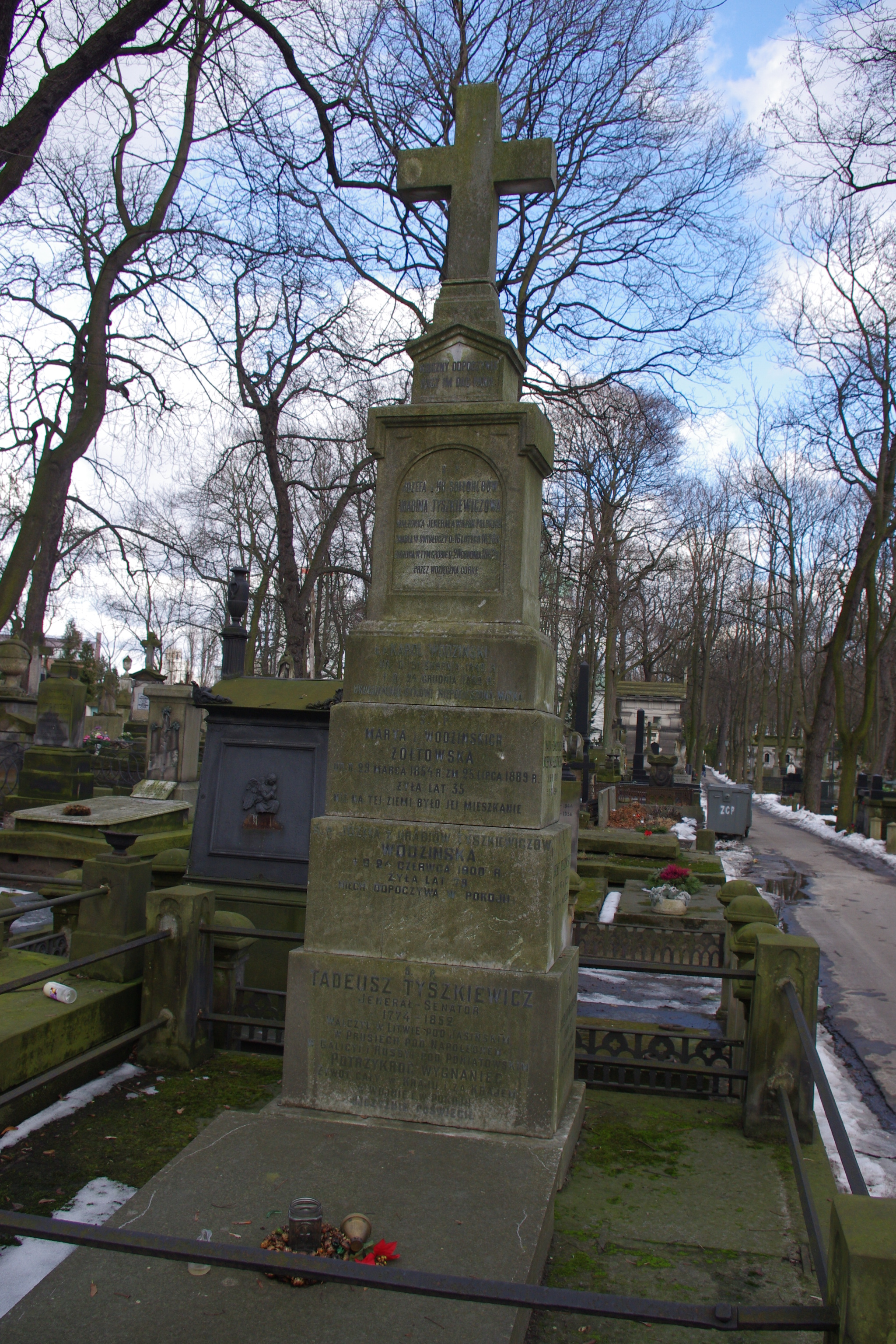
Grób gen. Tadeusza Tyszkiewicza i jego żony hrabiny Józefy Sołłohub na cmentarzu Powązkowskim w Warszawie
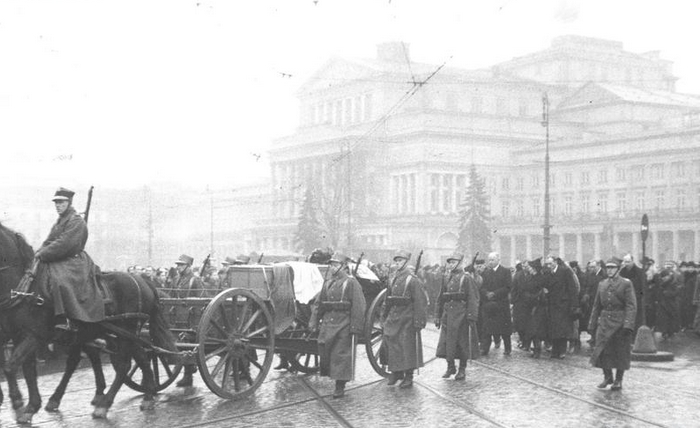
Sprowadzenie prochów generała Tadeusza Tyszkiewicza do Warszawy. 14 stycznia 1939 roku
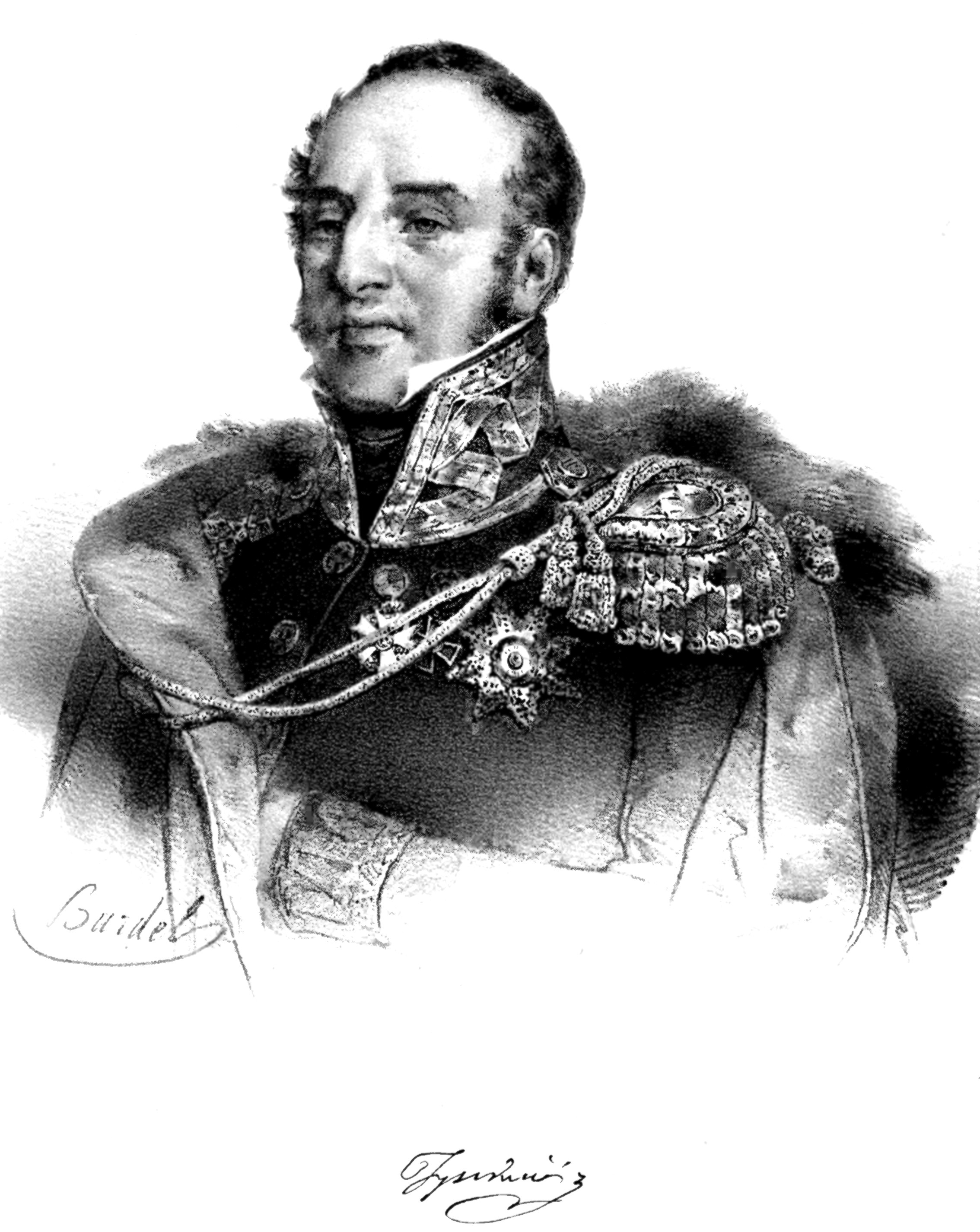
Tadeusz Tyszkiewicz